# سيدهارث نيغام
سيدهارث نيغام (مواليد عام 2000 -)، هو ممثل هندي عُرف بدوره في فيلم دووم 3، بدأ مسيرته الفنية عام 2011 في سن 11 عام وعمل على مسلسل اشوك وشارك في مسابقة الرقص جالاك دي كجالا. وُلد في مدينة الله أباد، حصل على عدة جوائز.

## وصلات خارجية
- سيدهارث نيغام على موقع IMDb (الإنجليزية)
- سيدهارث نيغام على موقع قاعدة بيانات الفيلم (الإنجليزية)
- سيدهارث نيغام على موقع كينوبويسك (الروسية)